# Alabaster (Alabama)
Alabaster – miasto w Stanach Zjednoczonych, w stanie Alabama, w hrabstwie Shelby. W 2010 liczyło 30 352 mieszkańców. W roku 2023 liczba mieszkańców wzrosła do 34 107 osób, a gęstość zaludnienia do 642,3 osoby/km².